# 939 TCN
939 TCN là một năm trong lịch La Mã.